# Kaplica Matki Boskiej Nieustającej Pomocy w Żywcu
Kaplica matki Boskiej Nieustającej Pomocy w Żywcu – kaplica w Żywcu, w dzielnicy Kocurów-Koleby.
W miejscu obecnej kaplicy znajdowała się uprzednio drewniana dzwonnica, w której dzwoniono w czasie burz i na Anioł Pański. Prowadzono w niej także nabożeństwa różańcowe i majowe.
Murowana kaplica została wybudowana w 1933 r. przez mieszkańców ówczesnej wsi Kocurów. Świątynia jest otynkowana, posiada prostokątną nawę oraz apsydę o kształcie trapezu. Dach pokryty jest dachówką i zwieńczony sygnaturką.
W ołtarzu znajduje się obraz Najświętszej Maryi Panny Nieustającej Pomocy.
Nieopodal kaplicy w roku 1996 wzniesiono kościół Matki Boskiej Nieustającej Pomocy.